# Nagy János (labdarúgó, 1947)
Nagy János (Debrecen, 1947. november 23. –) válogatott labdarúgó, középpályás, edző, játékvezető. A sportsajtóban Nagy II néven szerepelt.

## Pályafutása

### Klubcsapatban
1959-ben a Debreceni Kinizsi csapatában kezdte a labdarúgást. 1967-ben igazolt a Debreceni Petőfihez. 1969-ben az akkor másodosztályú Videoton játékosa lett. Az élvonalban, 1970-ben mutatkozott be. Legnagyobb sikere a székesfehérvári csapattal az 1975–76-os idényben elért második helyezés volt. 1979-ig 269 bajnoki mérkőzésen 56 gólt szerzett. Ezt követően a Dunaújvárosi Kohász csapatához szerződött. Itt két idény alatt 49 mérkőzésen 9 gólt szerzett, Visszavonulása előtt még egy évet játszott a Debreceni MVSC-ben (12 bajnoki, 3 gól).

### A válogatottban
1971 és 1977 között 9 alkalommal szerepelt a válogatottban. Egyszeres utánpótlás válogatott (1970), négyszeres egyéb válogatott (1971–77) és négyszeres B-válogatott (1976–77).

### Edzőként
1983-ban a székesfehérvári Ikarus SE edzője volt.

### Játékvezetőként
1983-tól tevékenykedett játékvezetőként, 1987-ben sorolták a legfelső szintű labdarúgó-bajnokság, az NB I-es játékvezetők keretébe. Még ebben az évben, a Zalaegerszeg–Siófok (3–1) bajnoki mérkőzésen debütált. A nemzeti bajnokságtól 1992-ben, a Vasas–Diósgyőr (2–2) találkozón búcsúzott.  Első ligás mérkőzéseinek száma: 30.

## Sikerei, díjai
- Magyar bajnokság
  - 2.: 1975–76

## Statisztika

### Mérkőzései a válogatottban
| Magyarország | Magyarország        | Magyarország                       | Magyarország  | Magyarország | Magyarország  | Magyarország | Magyarország | Magyarország |
| #            | Dátum               | Helyszín                           | Hazai         | Eredmény     | Vendég        | Kiírás       | Gólok        | Esemény      |
| ------------ | ------------------- | ---------------------------------- | ------------- | ------------ | ------------- | ------------ | ------------ | ------------ |
| 1.           | 1971. május 19.     | Szófia, Levszki-stadion            | Bulgária      | 3 – 0        | Magyarország  | Eb-selejtező | -            | 73'          |
| 2.           | 1976. május 22.     | Budapest, Népstadion               | Magyarország  | 1 – 0        | Franciaország | barátságos   | -            | 46'          |
| 3.           | 1976. május 26.     | Budapest, Népstadion               | Magyarország  | 1 – 1        | Szovjetunió   | barátságos   | -            | 58'          |
| 4.           | 1976. szeptember 8. | Stockholm, Råsunda Stadion         | Svédország    | 1 – 1        | Magyarország  | barátságos   | -            | 72'          |
| 5.           | 1977. február 9.    | Lima                               | Peru          | 3 – 2        | Magyarország  | barátságos   | -            | 72'          |
| 6.           | 1977. február 22.   | Puebla                             | Mexikó        | 1 – 1        | Magyarország  | barátságos   | -            |              |
| 7.           | 1977. február 27.   | Buenos Aires, Boca Juniors Stadion | Argentína     | 5 – 1        | Magyarország  | barátságos   | -            |              |
| 8.           | 1977. március 15.   | Teherán                            | Irán          | 0 – 2        | Magyarország  | barátságos   | -            | 46'          |
| 9.           | 1977. március 27.   | Alicante, Estadio José Rico Pérez  | Spanyolország | 1 – 1        | Magyarország  | barátságos   | -            | 63'          |
|              | Összesen            |                                    |               | 9            | mérkőzés      |              | 0            | gól          |

## Külső hivatkozások
- Videoton-Wacker Innsbruck